# Bètacel

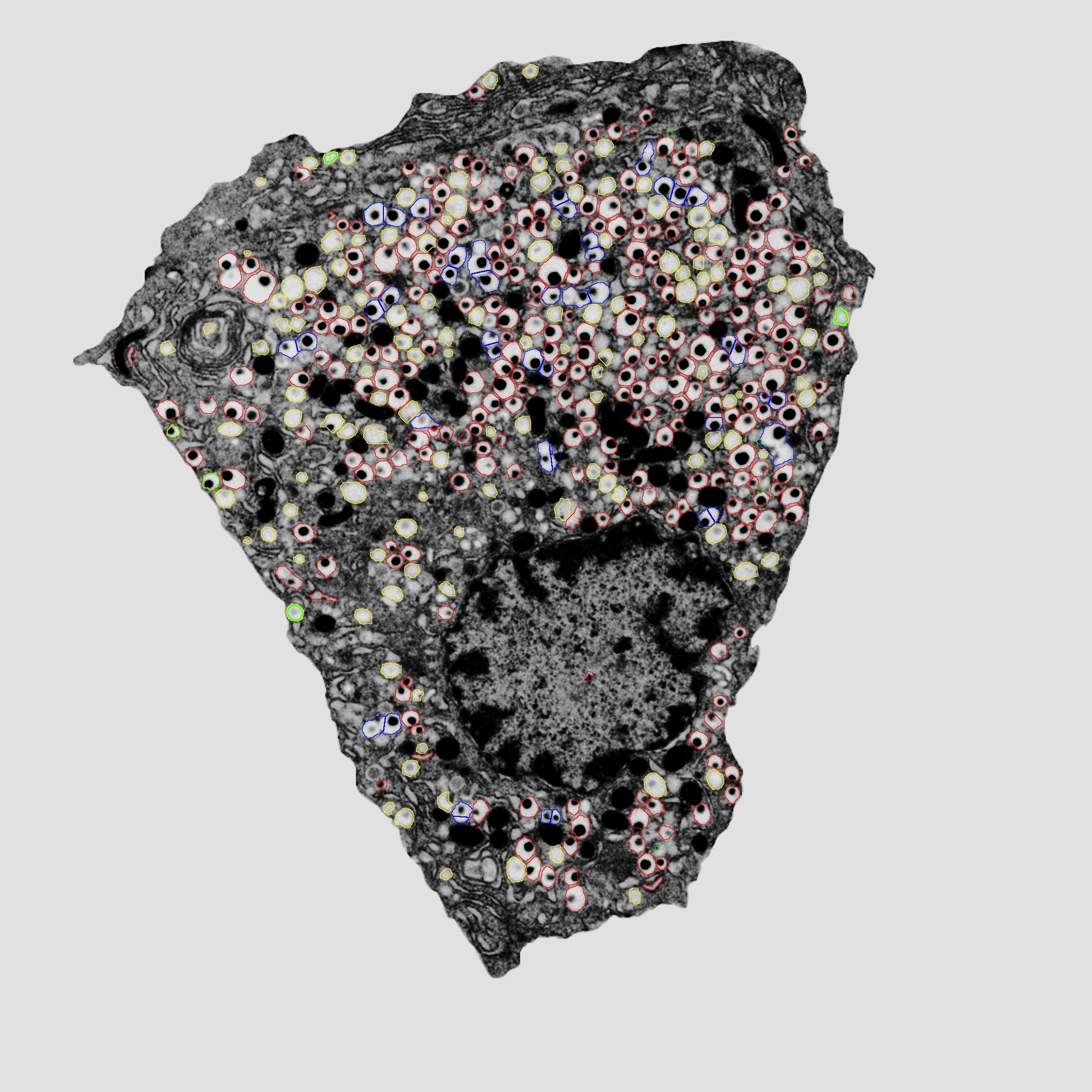
Bètacel van een rat. Insulinekorrels zijn de donkere, zwarte vlekken omgeven door een wit gebied, een zogenaamde halo. Grote cellen bevatten honderden insulinekorrels. De gekleurde randen rond de korrels zijn labels die zijn toegevoegd om ze te identificeren en te classificeren hoe ze eruitzien. De celkern zit beneden.

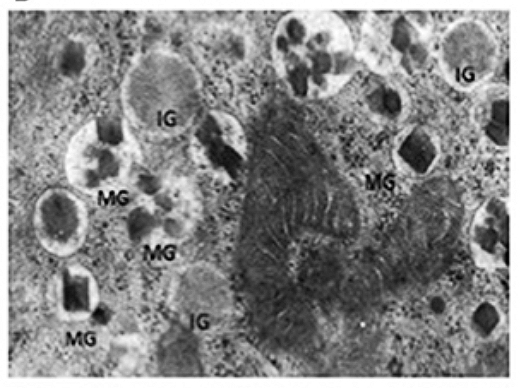
Bètacel met IG en MG granulaat

Bètacellen (β-cellen) zijn gespecialiseerde endocriene cellen die zich in de eilandjes van Langerhans van de alvleesklier bevinden en die verantwoordelijk zijn voor de productie en afgifte van insuline en amyline. De vorm van bètacellen zijn afgeknotte piramides die zich clusteren rond de bloedvaten van de eilandjes. Bètacellen hebben een gemiddelde diameter van 10 micrometer (µm). De kern van de bètacel bevindt zich nabij de basis en het insulinegranulaat bevindt zich boven de kern.
Bètacellen vormen ongeveer 50–70% van de cellen in de eilandjes van Langerhans van de mens en spelen een cruciale rol bij het handhaven van de bloedglucosespiegel.  Een gemiddeld eilandje van Langerhans bevat in totaal 1000 tot 3000 cellen. Schattingen suggereren dat een muizenalvleesklier 1 × 106 bètacellen (1 mg bètacellen) kan bevatten en een gemiddelde menselijke alvleesklier 1 × 109 bètacellen (1 g bètacellen).
Problemen met bètacellen kunnen leiden tot aandoeningen zoals diabetes.

## Elektronenmicroscopische structuur

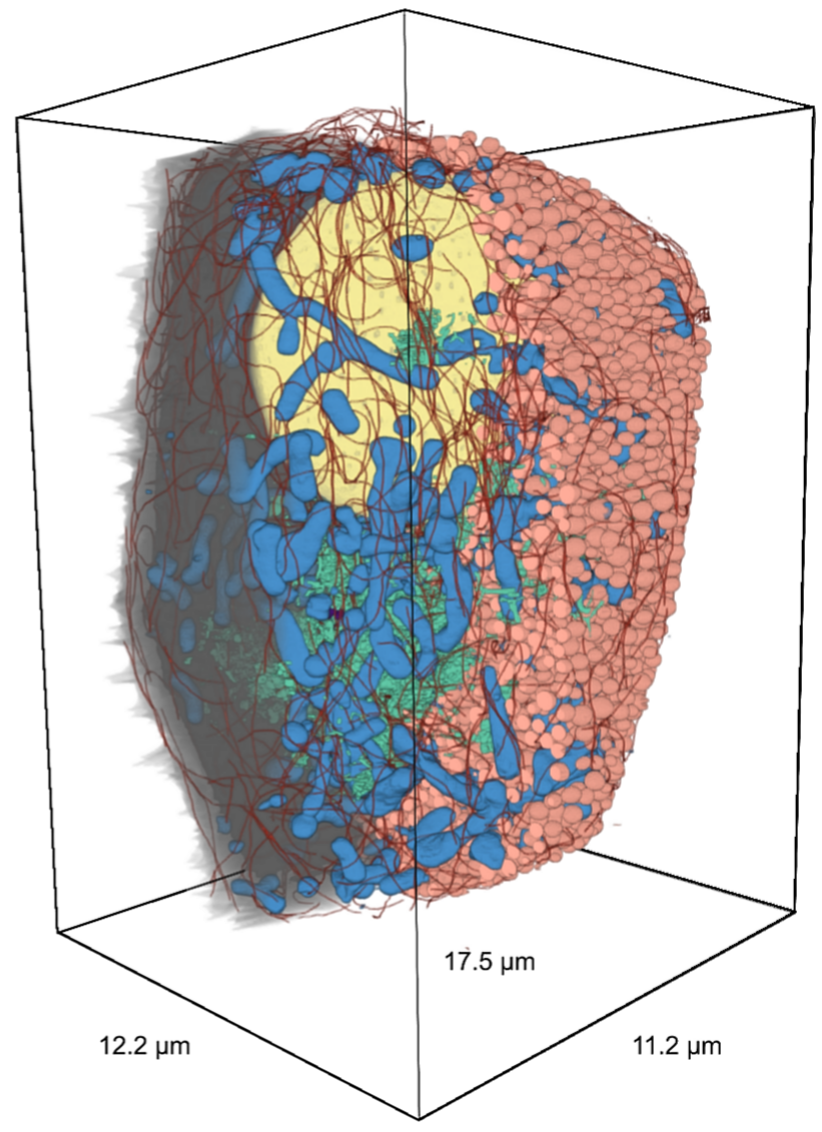
Bètacel. Geel = celkern; Groen = Golgicomplex; Blauw = mitochondriën; Rood = insulinekorrels. 3D-reconstructie van SEM-afbeelding.

Bètacellen hebben een gemiddelde diameter van 10 micrometer (μm) en een lengte van ~17 μm. Het totale membraanoppervlak van een bètacel werd geschat op ≈973 vierkante micrometer (µm²). Het berekende volume van een bètacel zou gemiddeld ≈1430 kubieke micrometer (µm³) zijn.

### Insulinegranulaat
De insuline-achtige granulaat van bètacellen wordt gekenmerkt door elektronendichte sferoïden.
- Onrijpe "grijze" granulaat (IG): Deze granulaat heeft een homogeen uiterlijk zonder celkern en bevat pro-insuline die nog niet volledig is verwerkt.
- Rijpe granulaat (MG): Een donker, onregelmatig gevormd, dicht centrum en een heldere perifere halo (de inhoud scheidt zich van het begrenzende membraan na de fixatie die wordt gebruikt bij elektronenmicroscopie), die er wit (elektrodoorlatend) uitziet door de resulterende lege ruimte. De grootte van rijpe insulinegene granulaat (MG) is ongeveer 300 nanometer (nm) en hun gemiddelde aantal wordt geschat op ~10.000 in elke bètacel.[2][9]
- Een fractie van de MG-granula, gelegen zeer dicht bij het celmembraan, vertegenwoordigt een populatie die klaar is voor exocytose.

Bètacelgranulen bevatten ongeveer 20 picogram (pg) insuline per cel.

### Celkern
De celkern van de bètacel is duidelijk zichtbaar omdat deze wordt gedomineerd door minder compact DNA (euchromatine), dat de genen bevat die actief en permanent door de cel worden getranscribeerd (genexpressie).
Het berekende volume van de muizencelkern ligt tussen de 110 en 168 kubieke micrometer (µm), wat 14-16% van het totale celvolume vertegenwoordigt.

### Golgicomplex
Het golgicomplex van de bètacel is verantwoordelijk voor de modificatie en distributie van eiwitten (pro-insuline) die in het endoplasmatisch reticulum zijn gesynthetiseerd en omringt deze met een membraan, waardoor vesikels met insulinekorrels ontstaan die buiten de cel worden uitgescheiden. Het volume van het golgicomplex van de bètacel bedraagt tussen de 18 en 22 µm3, wat 0,90 tot 2,20% van het celvolume is.

### Celmembraan
De polariteit van insuline-afscheidende cellen wordt al bediscussieerd sinds de speculatie over hun embryonale oorsprong.
Menselijke bètacellen komen in contact met de capillairen van de eilandjes en zijn structureel en functioneel gepolariseerd. Bètacellen hebben twee of zelfs drie polen.
Celmembraanspecialisaties tussen endocriene cellen zijn gap junctions of zonula occludens.
Bètacellen staan bekend om hun overvloedige microvilli, die het fluweelachtige uiterlijk van hun oppervlak bepalen.

### Cilium
Het primaire cilium van de bètacel is lang en enkelvoudig, 5–10 micrometer (µm) lang en 0,2–0,3 µm (200–230 nanometer (nm)) in diameter. Het komt uit celoppervlakken die grenzen aan andere cellen en tegenover die welke in contact komen met bloedvaten. Het steekt uit in een "canaliculus" van de intercellulaire ruimte, gevormd door drie of vier aangrenzende cellen, die bekleed is met microvilli.
 Er wordt verondersteld dat deze ruimte wordt gevormd door het apicale gebied van de bètacellen, gelegen in een ruimtelijk domein omgeven door zonula occludens.

## Functie
De functie van bètacellen draait voornamelijk om de synthese en secretie van hormonen, met name insuline en amyline. Beide hormonen zorgen er via verschillende mechanismen voor dat de bloedglucosespiegel binnen een nauw, gezond bereik blijft. Insuline vergemakkelijkt de opname van glucose door cellen, waardoor ze het kunnen gebruiken als energie of opslaan voor toekomstig gebruik. Amyline helpt de snelheid te reguleren waarmee glucose na een maaltijd in de bloedbaan terechtkomt, waardoor de opname van voedingsstoffen wordt vertraagd door het legen van de maag te remmen.

## Insulinesynthese
Bètacellen zijn de enige plaats waar insuline wordt gesynthetiseerd bij zoogdieren. Omdat glucose de insulinesecretie stimuleert, verhoogt het tegelijkertijd de pro-insulinebiosynthese door middel van translationele controle en verbeterde transcriptie.
Het insulinegen wordt eerst getranscribeerd naar mRNA en vertaald naar prepro-insuline. Na translatie bevat de prepro-insulineprecursor een N-terminus signaalpeptide dat translocatie naar het ruw endoplasmatisch reticulum (RER) mogelijk maakt. In het RER wordt het signaalpeptide gekliefd tot pro-insuline. Vervolgens vindt pro-insulinevouwing plaats, waarbij drie zwavelbrugbindingen worden gevormd. Na de eiwitvouwing wordt pro-insuline getransporteerd naar het golgicomplex en komt het terecht in onrijpe insulinekorrels, waar pro-insuline wordt gekliefd tot insuline en C-peptide. Na rijping houden deze secretoire vesikels insuline, C-peptide en amyline vast totdat calcium de exocytose van de korrelinhoud activeert.
Door middel van translationele verwerking wordt insuline gecodeerd als een precursor van 110 aminozuren, maar uitgescheiden als een eiwit van 51 aminozuren.

## Insuline afgifte

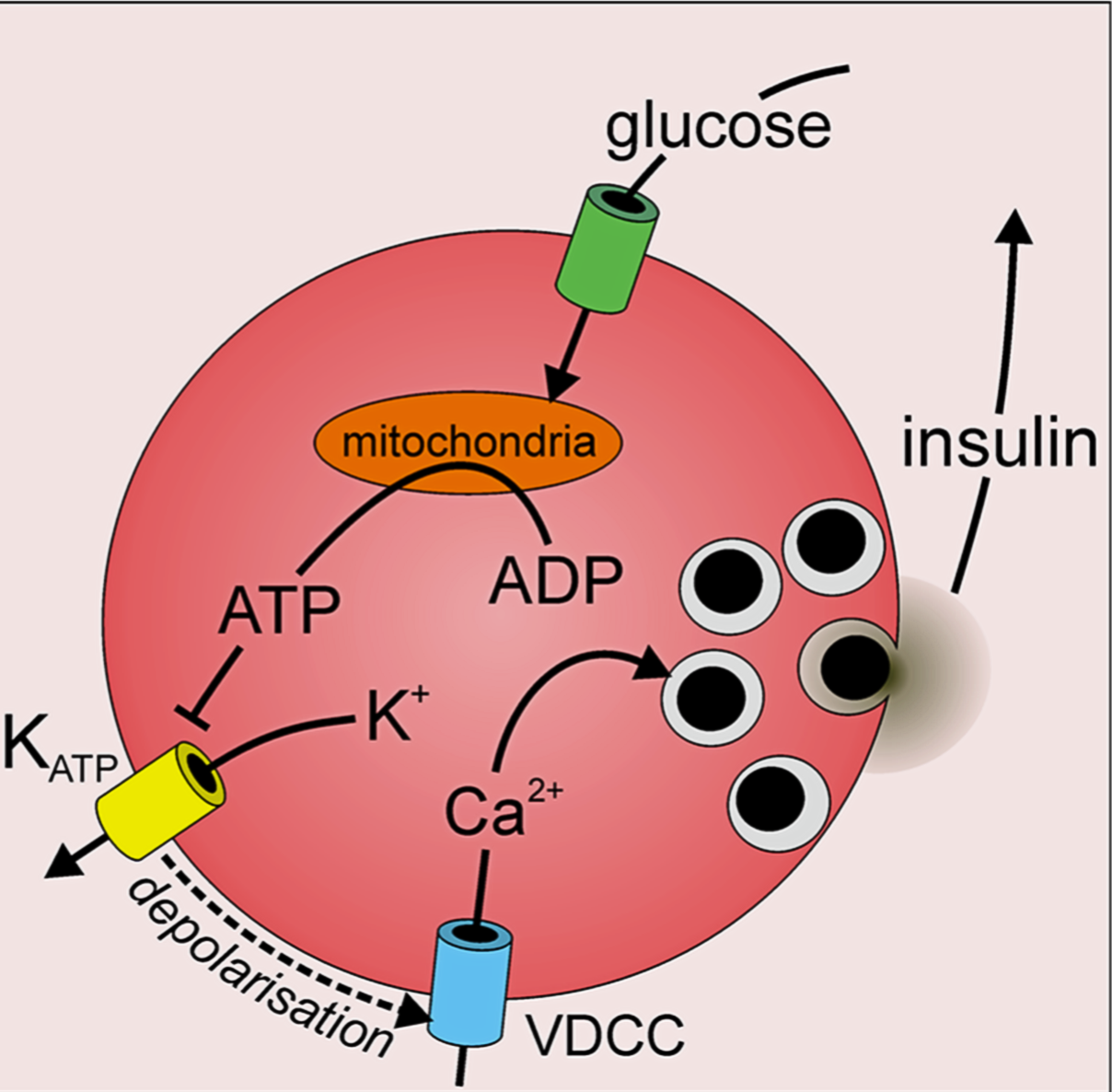
Insuline afgifte van de bètacel. VDCC: Spanningsafhankelijk calciumkanaal

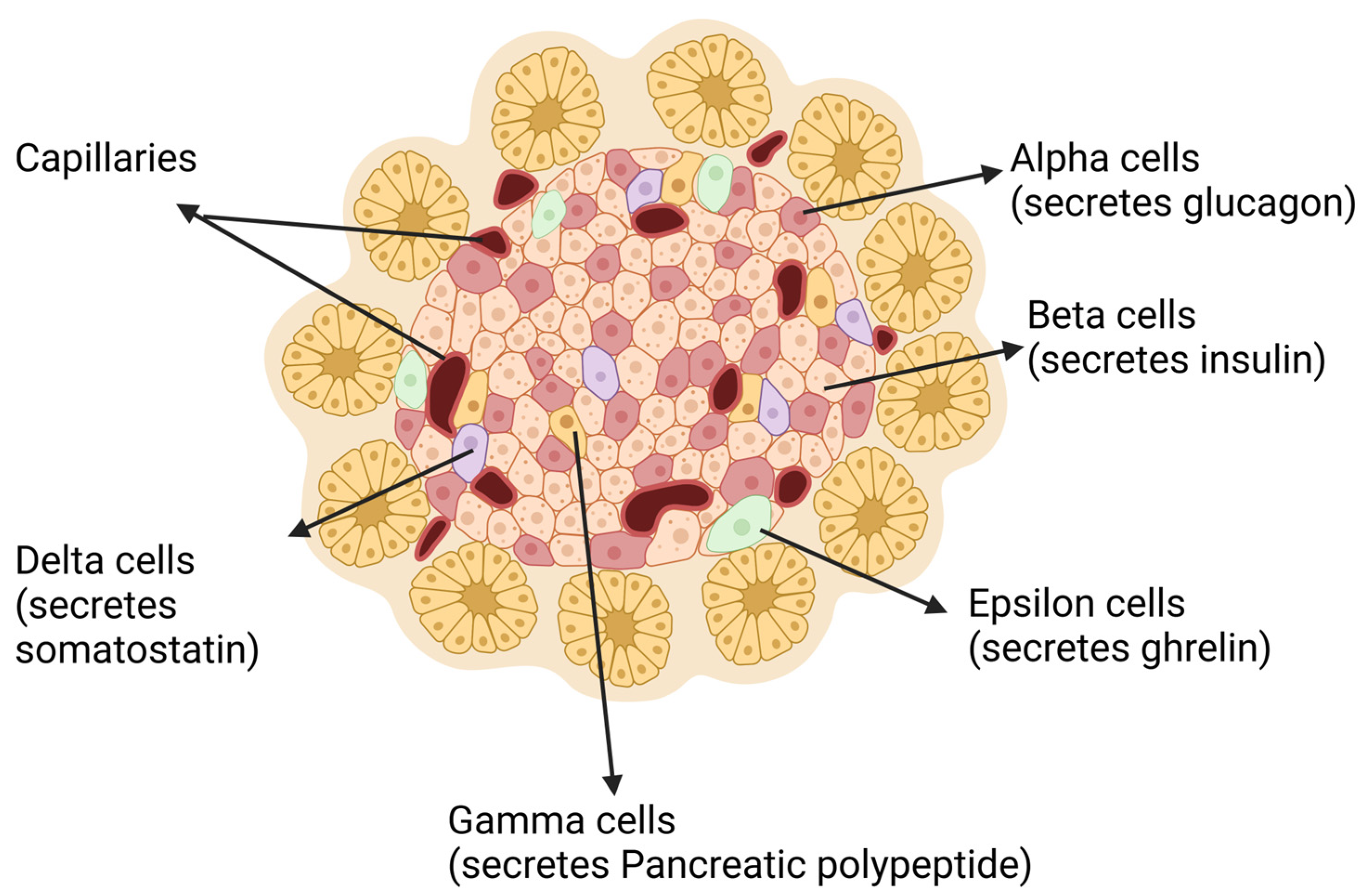
Celtypen in de eilandjes van Langerhans

Elke insuline-afscheidende bètacel bevat tussen de 5.000 en 13.000 insuline-afscheidende granulen. Bij een volwassen mens geven bètacellen tussen de 30 en 70 eenheden insuline per dag af, afhankelijk van het lichaamsgewicht. Acute stimulatie van de insulinesecretie omvat het vrijkomen van granulen die aanwezig zijn in het celmembraan. Langdurige stimulatie vereist de mobilisatie van reservegranulen via een mechanisme dat afhankelijk is van het granuletransportmechanisme..De insuline die wordt afgegeven door de secretoire vesikels wordt rechtstreeks in de tussenliggende ruimte afgegeven, vanwaar het de gefenestreerde (met poriën) capillairen van de eilandjes van Langerhans en vervolgens de poortader bereikt.
De belangrijkste factor die de afgifte van insuline vanuit de alvleesklier bepaalt, is de glucoseconcentratie, de bloedsuikerspiegel in het bloed. Andere stimulerende factoren zijn het gehalte van in het bloed aanwezige aminozuren, vetzuren en de werking van het parasympathische zenuwstelsel. Wanneer de bloedglucosespiegel stijgt, gaat glucose de bètacellen binnen via een membraaneiwit, de glucosetransporter GLUT-2. Glucose wordt in de bètacel via de normale weg, door middel van celademhaling omgezet. Hierbij spelen glycolyse en de citroenzuurcyclus een rol. Het leidt ertoe dat de concentratie ATP in de bètacel stijgt. Het gevormde ATP blokkeert kalium-ATP-kanalen, waardoor de celmembraan depolariseert en  het spanningsafhankelijk calciumkanaal zich opent. De calciumconcentratie in de cel stijgt en dat leidt ertoe dat insuline wordt afgegeven. Consumptie van veel suiker, bijvoorbeeld door frisdrank, leidt tot de productie van insuline.

## Fysiologie van bètacellen

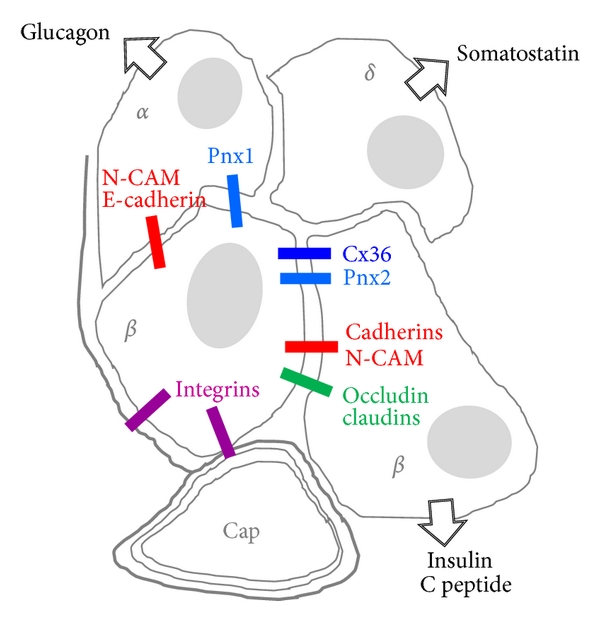
Adhesie en communicatie van bètacellen. Cap:capillair.

Bètacellen bereiken een nauwkeurige controle van de insulinesecretie door middel van uitgebreide cel-celcommunicatie met de andere celtypen in het eilandje van Langerhans, met name de glucagonproducerende alfacellen en de somatostatineproducerende deltacellen. In bètacellen is de stijging van de bloedglucosespiegel (glycemie) na voedselinname direct gekoppeld aan insulineafgifte. Insulineafgifte is glucoseafhankelijk en wordt, naar analogie van de excitatie-contractiekoppeling in spieren, het stimulus-secretiekoppelingsmechanisme genoemd.

## Diabetes
Tegenwoordig wordt het ontstaan van diabetes nog wat beter begrepen en klasseert men diabetes in een β-cel-destructieve diabetes (type 1), en β-cel-intacte diabetes (type 2). Aangezien type 2, door de westerse leefstijl - overgewicht, weinig lichaamsbeweging, steeds vaker bij mensen van onder de 50 optreedt, is de term ouderdomsdiabetes niet meer van toepassing.